# سیلیسید تربیم
سیلیسید تربیم (به انگلیسی: Terbium silicide) با فرمول شیمیایی TbSi۲ یک ترکیب شیمیایی است. که جرم مولی آن ۲۱۵٫۰۹ g/mol می‌باشد. شکل ظاهری این ترکیب، قهوه‌ای تیره جامد است.